# Tecumseh do Brasil
A Tecumseh do Brasil é uma subsidiária brasileira da multinacional americana Tecumseh Products, localizada na cidade de São Carlos. É considerada uma das maiores fabricantes de compressores herméticos do planeta. Funciona em regime integral de produção, com contingente aproximado de 3 mil funcionários.

## História
Início da década de 1930: Raymond Herrick — um fabricante de ferramentas e moldes — sem educação formal e com economias modestas, mas com uma ideia: aplicar as técnicas de produção em massa — aprendidas quando trabalhou com Henry Ford — na fabricação de compressores de refrigeração.
Em 1934, Herrick fundou a Tecumseh Products Company em Ann Arbor, Michigan, que se tornaria a maior produtora independente de compressores de refrigeração do mundo.
Quatro anos depois, em 1938, a Tecumseh revoluciona a indústria com o primeiro compressor hermeticamente fechado, aumentando significativamente a longevidade e confiabilidade do produto. Em 1939, a empresa já produzia anualmente cento e sessenta mil compressores.
Durante a Segunda Guerra Mundial, milhares de pessoas e empresas foram convocados. A Tecumseh se valeu do seu conhecimento técnico em produção em massa para fabricar números recordes de projéteis de 40 mm.
Depois da guerra, com grande parte do mundo em ruínas, fez-se necessário o uso de equipamentos para a preservação dos alimentos. A Tecumseh compartilhou seu conhecimento e começou a trabalhar diretamente com estrangeiras licenciadas. A demanda por refrigeradores, congeladores e condicionadores de ar aumentava no pós-guerra. Em 1947, um compressor da Tecumseh forneceu a energia para o primeiro condicionador de ar de janela.
No ano de 1950, a Tecumseh chegou ao número produzido de dois milhões de compressores. Pouco depois, apresentaram um compressor para condicionador de ar automotivo. A demanda dos consumidores por estes produtos cresce vertiginosamente e, em 1954, os compressores Tecumseh já eram responsáveis por 48% dos equipamentos de refrigeração. Na metade dos anos 1950, as vendas já estavam em 124 milhões de dólares.
No início da década de 1960, tornou-se o maior produtor de compressores da América, com suas unidades integrando 70% de todos os congeladores, condicionadores de ar de janela, condicionadores de ar automotivos em automóveis que não eram da marca GM e 30% de todos os refrigeradores.
Em 1972, a Tecumseh Products Company adquiriu a antiga SICOM do Brasil na cidade de São Carlos, passando a controlar toda a produção em território brasileiro, dando início assim às atividades da Tecumseh do Brasil Ltda. em 1973.
Em agosto de 2015, a empresa foi comprada pela Mueller Industries e a Atlas Holdings.